# Thóc lép
Thóc lép (danh pháp: Desmodium gangeticum) là loài thực vật thuộc họ Fabaceae.

## Hình ảnh

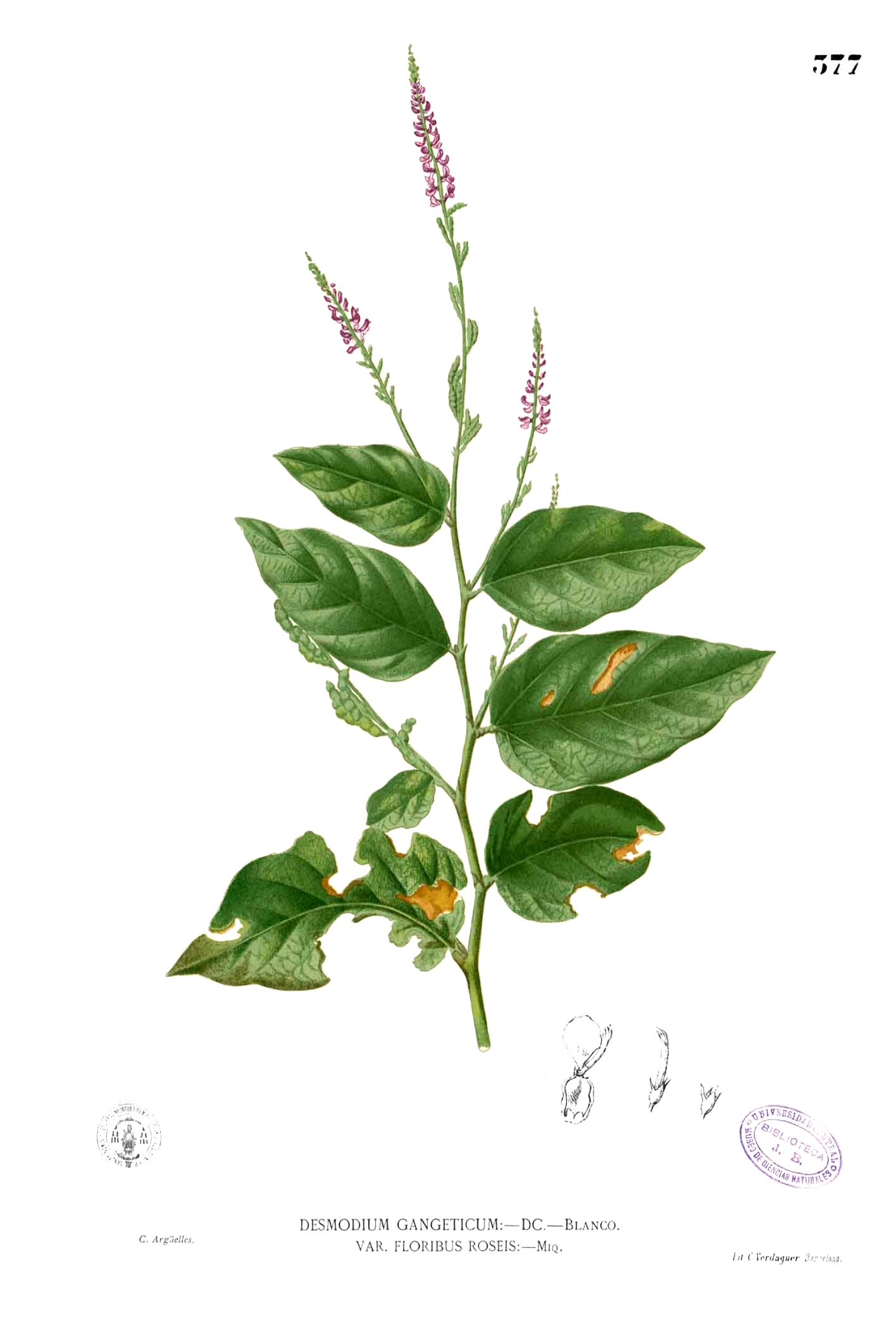
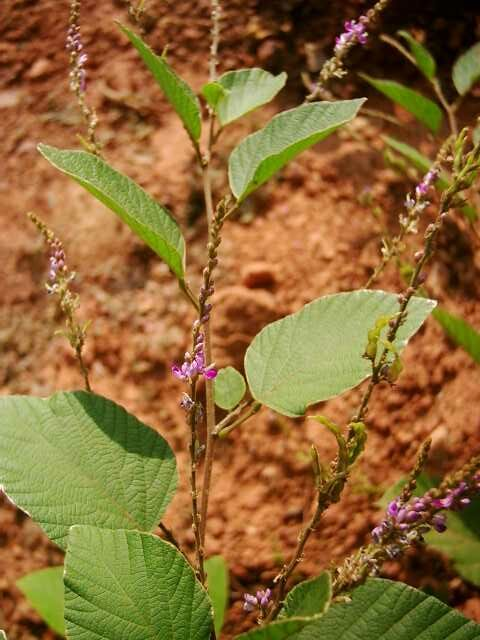
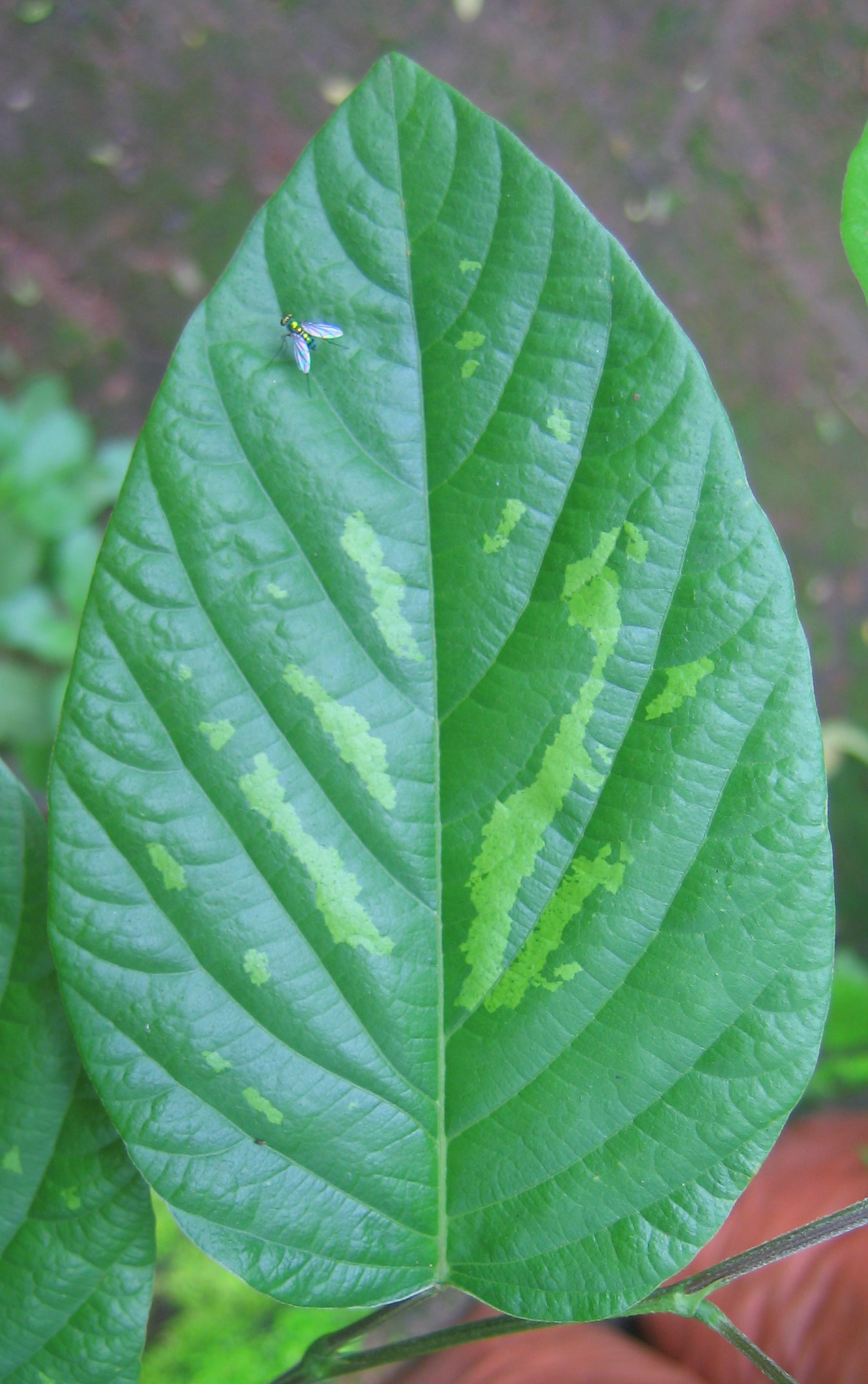
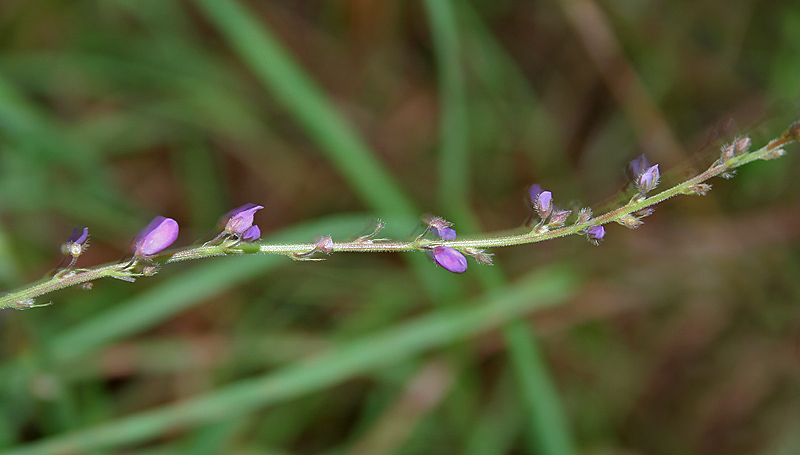